# Métro léger de Madrid
Ne doit pas être confondu avec Métro de Madrid.
Le métro léger de Madrid (en espagnol : Metro Ligero de Madrid) est un réseau de transport en commun en site propre de type métro léger desservant Madrid et son agglomération.
Ouvert en 2007, il se compose de trois lignes desservant quatre communes et parsemées de 38 stations. À ce réseau vient s'ajouter le tramway de Parla connu aussi comme ML-4.

## Historique
L'ancien tramway de Madrid (es) a circulé de 1871 à 1972.

## Ligne ML-1
La ligne ML-1 a été mise en service le 24 mai 2007. D'une longueur de 5,4 kilomètres, elle dessert 9 stations, dont cinq souterraines, entre Pinar de Chamartín et Las Tablas.

### Stations
|  |   |  | Station              | Zone | Communes                     | Correspondances                                         |
|  | - |  | -------------------- | ---- | ---------------------------- | ------------------------------------------------------- |
|  | ■ |  | Pinar de Chamartín   |      | Madrid (Ciudad Lineal)       | Ligne 1 du métro de Madrid · Ligne 4 du métro de Madrid |
|  | o |  | Fuente de la Mora    |      | Madrid (Hortaleza)           |                                                         |
|  | o |  | Virgen del Cortijo   |      | Madrid (Hortaleza)           |                                                         |
|  | o |  | Antonio Saura        |      | Madrid (Hortaleza)           |                                                         |
|  | o |  | Álvarez de Villaamil |      | Madrid (Hortaleza)           |                                                         |
|  | o |  | Blasco Ibáñez        |      | Madrid (Hortaleza)           |                                                         |
|  | o |  | María Tudor          |      | Madrid (Hortaleza)           |                                                         |
|  | o |  | Palas del Rey        |      | Madrid (Fuencarral-El Pardo) |                                                         |
|  | ■ |  | Las Tablas           |      | Madrid (Fuencarral-El Pardo) | Ligne 10 du métro de Madrid                             |

## Ligne ML-2
La ligne ML-2 a été mise en service le 27 juillet 2007. D'une longueur de 8,7 kilomètres, elle dessert 13 stations, dont trois souterraines, entre Colonia Jardín et Estación de Avaraca.

### Stations
|  |   |  | Station                | Zone | Communes                 | Correspondances                                                |
|  | - |  | ---------------------- | ---- | ------------------------ | -------------------------------------------------------------- |
|  | ■ |  | Colonia Jardín         |      | Madrid (Latina)          | Ligne 10 du métro de Madrid · Ligne 3 du métro léger de Madrid |
|  | o |  | Prado de la Vega       |      | Pozuelo de Alarcón       |                                                                |
|  | o |  | Colonia de los Ángeles |      | Pozuelo de Alarcón       |                                                                |
|  | o |  | Prado del Rey          |      | Pozuelo de Alarcón       |                                                                |
|  | o |  | Somosaguas Sur         |      | Pozuelo de Alarcón       |                                                                |
|  | o |  | Somosaguas Centro      |      | Pozuelo de Alarcón       |                                                                |
|  | o |  | Pozuelo Oeste          |      | Pozuelo de Alarcón       |                                                                |
|  | o |  | Bélgica                |      | Pozuelo de Alarcón       |                                                                |
|  | o |  | Dos Castillas          |      | Pozuelo de Alarcón       |                                                                |
|  | o |  | Campus de Somosaguas   |      | Pozuelo de Alarcón       |                                                                |
|  | o |  | Avenida de Europa      |      | Pozuelo de Alarcón       |                                                                |
|  | o |  | Berna                  |      | Pozuelo de Alarcón       |                                                                |
|  | ■ |  | Gare d'Aravaca         |      | Madrid (Moncloa-Aravaca) | Cercanías Madrid                                               |

## Ligne ML-3
La ligne ML-3 a été mise en service le 27 juillet 2007. D'une longueur de 13,7 kilomètres, elle dessert 16 stations, dont 2 souterraines, entre Colonia Jardín et Puerta de Boadilla.

### Stations
|  |   |  | Station              | Zone | Communes           | Correspondances                                                |
|  | - |  | -------------------- | ---- | ------------------ | -------------------------------------------------------------- |
|  | ■ |  | Colonia Jardín       |      | Madrid (Latina)    | Ligne 10 du métro de Madrid · Ligne 2 du métro léger de Madrid |
|  | o |  | Ciudad de la Imagen  |      | Pozuelo de Alarcón |                                                                |
|  | o |  | José Isbert          |      | Pozuelo de Alarcón |                                                                |
|  | o |  | Ciudad del Cine      |      | Pozuelo de Alarcón |                                                                |
|  | o |  | Cocheras             |      | Pozuelo de Alarcón |                                                                |
|  | o |  | Retamares            |      | Pozuelo de Alarcón |                                                                |
|  | o |  | Montepríncipe        |      | Alcorcón           |                                                                |
|  | o |  | Ventorro del Cano    |      | Alcorcón           |                                                                |
|  | o |  | Prado del Espino     |      | Boadilla del Monte |                                                                |
|  | o |  | Cantabria            |      | Boadilla del Monte |                                                                |
|  | o |  | Ferial del Boradilla |      | Boadilla del Monte |                                                                |
|  | o |  | Boadilla Centro      |      | Boadilla del Monte |                                                                |
|  | o |  | Nuevo Mundo          |      | Boadilla del Monte |                                                                |
|  | o |  | Siglo XXI            |      | Boadilla del Monte |                                                                |
|  | o |  | Infante Don Luís     |      | Boadilla del Monte |                                                                |
|  | ■ |  | Puerta de Boadilla   |      | Boadilla del Monte |                                                                |

## Matériel roulant

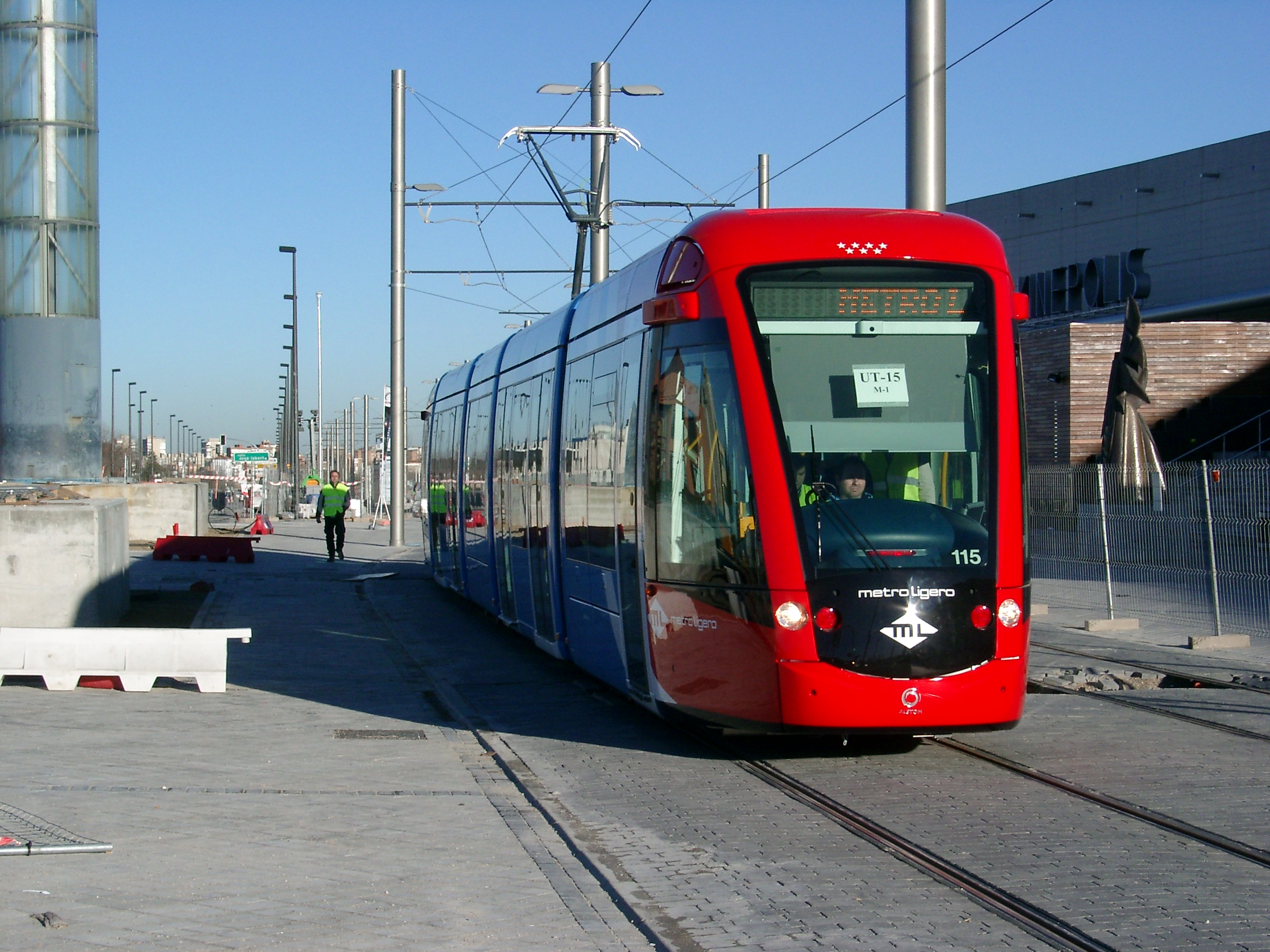
Citadis 302 en essais

Le matériel roulant est composé de 70 rames Alstom Citadis 302 à plancher plat intégral. Ces rames peuvent circuler jusqu'à 70 km/h et transporter 200 personnes dont 54 assises. Contrairement au métro, les rames roulent à droite.
En 2008, la rame 153 a été louée au Tranvía del Este de Buenos Aires. Après la panne de cette rame en octobre 2012, le service a été définitivement suspendu et la rame est restée à l'abandon à la station Independencia.